# Мари (Франция)
Мари́ (фр. Marie) — коммуна на юго-востоке Франции в регионе Прованс — Альпы — Лазурный берег, департамент Приморские Альпы, округ Ницца, кантон Туррет-Леванс. До марта 2015 года коммуна административно входила в состав упразднённого кантона Сен-Совёр-сюр-Тине (округ Ницца).
Площадь коммуны — 14,77 км², население — 83 человека (2006) с тенденцией к росту: 91 человек (2012), плотность населения — 6,2 чел/км².

## Население
Население коммуны в 2011 году составляло — 83 человека, а в 2012 году — 91 человек.
| 1962 | 1968 | 1975 | 1982 | 1990 | 1999 | 2004 | 2006 | 2009 | 2011 | 2012 |
| ---- | ---- | ---- | ---- | ---- | ---- | ---- | ---- | ---- | ---- | ---- |
| 75   | 50   | 44   | 50   | 64   | 50   | 78   | 83   | 84   | 83   | 91   |

Динамика численности населения:

## Экономика
В 2010 году из 54 человек трудоспособного возраста (от 15 до 64 лет) 37 были экономически активными, 17 — неактивными (показатель активности 68,5 %, в 1999 году — 64,5 %). Из 37 активных трудоспособных жителей работали 37 человек (18 мужчин и 19 женщин), безработных зарегистрировано не было. Среди 17 трудоспособных неактивных граждан 1 был учеником либо студентом, 8 — пенсионерами, а ещё 8 — были неактивны в силу других причин.